# Шибаев, Николай Иванович
Николай Иванович Шибаев (27 ноября 1904, Чернопенье, Костромская область — 10 марта 1983, Москва) — советский военно-морской деятель, адмирал.

## Биография
Родился в 1904 году в деревне Чернопенье. Член КПСС.
С 1926 года — на военной службе. В 1926—1966 гг. — ученик-баталёр Объединённой школы балтийского флота, баталер спасательного судна «Коммуна», командир минного сектора (к-р БЧ-3) ПЛ «Красноармеец», дивизионный минер, флагманский минер 4-й морской бригады Тихоокеанского флота, начальник минно-торпедного Управления ВМФ, командир Кольского отряда охраны водного района, командир 23-й дивизии ОВР, командир Беломорской флотилии, начальник штаба, 1-й заместитель командующего Северного флота, начальник Балтийской группы Госприемки кораблей ВМФ, адмирал-инспектор ВМФ Главной инспекции МО СССР.
Умер в Москве в 1983 году.